# Julia (programmeertaal)
Julia is een dynamische programmeertaal die geïntroduceerd werd in 2012. De mogelijkheden van de taal zijn met name geschikt voor de vakgebieden van numerieke wiskunde en computationele wetenschappen.

## Beschrijving
De eerste stappen in de ontwikkeling van Julia werden gedaan in 2009 door Jeff Bezanson, Stefan Karpinski, Viral B. Shah en Alan Edelman. Het team wilde een programmeertaal ontwikkelen die zowel high-level als snel was, en daarnaast ook gratis toegankelijk moest zijn. De naam Julia werd per willekeur gekozen.
In 2014 werd de programmeertaal gesponsord door NumFOCUS, met als doel om het project op lange termijn te waarborgen.
In 2022 was de Julia-codebasis gegroeid naar 11,8 miljoen regels code, inclusief handleidingen en testen. De jaarlijks gehouden conferentie JuliaCon trok in 2020 een kleine 29.000 bezoekers. In 2021 was dit aantal gegroeid naar 43.000 bezoekers.

## Functies
Julia is een programmeertaal voor algemeen gebruik, maar het is ook bruikbaar voor het op low-level programmeren van software, FPGA-systemen en webservers.
Enkele hoofdfuncties zijn:
- meervoudige dispatches
- dynamisch type-systeem
- ingebouwd pakketbeheer
- Lisp-achtige macro's
- ondersteuning voor calls uit onder andere Python en Java
- ontworpen voor parallelle en distributed computing
- automatische codegeneratie voor argumenttypen
- ondersteuning voor Unicode

## Voorbeeld
Het volgende stukje code vertegenwoordigt een voorbeeld van een sessie waarin tekenreeksen automatisch worden samengevoegd door println:
```
julia
>
 
p
(
x
)
 
=
 
2
x
^
2
 
+
 
1
;
 
f
(
x
,
 
y
)
 
=
 
1
 
+
 
2
p
(
x
)
y

julia
>
 
println
(
"Hello world!"
,
 
" I'm on cloud "
,
 
f
(
0
,
 
4
),
 
" as Julia supports recognizable syntax!"
)

Hello
 
world!
 
I
'
m
 
on
 
cloud
 
9
 
as
 
Julia
 
supports
 
recognizable
 
syntax!

```